# テキルダー県
テキルダー県(テキルダーけん、トルコ語: Tekirdağ ili)は、
トルコ北西部、マルマラ地方の県。テキルダー大都市自治体とは同一の範囲である。南西にチャナッカレ県、西にエディルネ県、北にクルクラーレリ県、東にイスタンブール県と接しており、南はマルマラ海岸となっている。
この地域独特のキョフテは有名である。また、ラクも有名。幾つかの博物館も見所になっている。

## 下位自治体
- チェルケズキョイ（Çerkezköy）
- チョルル（英語版）（Çorlu）
- エルゲネ（Ergene）
- ハイラボル（Hayrabolu）
- カパクル（Kapaklı）
- マルカラ（Malkara）
- マルマラエレーリスィ（Marmaraereğlisi）
- ムラトル（Muratlı）
- サライ（Saray）
- シュレイマンパシャ（Süleymanpaşa）
- シャルキョイ（英語版）（Şarköy）